# Abebe Bikila
Abebe Bikila (amharsky ሻምበል አበበ ቢቂላ; 7. srpna 1932 – 25. října 1973) byl etiopský voják, sportovec atlet, běžec na dlouhých tratích, dvojnásobný olympijský vítěz v maratonském běhu z Letních olympijských her 1960 v Římě a Letních olympijských her 1964 v Tokiu. Svůj třetí olympijský maratonský běh na Letních olympijských hrách 1968 v Mexiku nedokončil pro zranění zánártní kůstky.
Jednalo se o etiopského vojáka, pozdějšího člena osobní gardy etiopského císaře Haileho Selassieho. Drobný muž, jenž v době svého vrcholného tréninku uběhl denně i 60 kilometrů naboso v nadmořské výšce 2400 až 2700 metrů.

## Životopis
Narodil se 7. srpna 1932 jako syn zemědělce v malé vesnici Jato na náhorní plošině v Etiopii. Od dětství se jako pastýř staral o stáda dobytka své rodiny. Od svých 13 let chodil do církevní školy, získal základní vzdělání, naučil se číst a psát. V devatenácti letech byl přijat do císařské armády, kde si jeho výjimečných běžeckých schopností všiml švédský trenér Onni Niskanen, který v Etiopii působil od r. 1946. Nejdříve jako vojenský sportovní instruktor, později šéftrenér atletů odpovědný za jejich přípravu na OH v Římě. Zařadil Bikilu do své tréninkové skupiny a ten vyhrál kvalifikační závod na olympijský maraton. Vítězstvím na OH v Římě začala jeho sportovní kariéra, která trvala do roku 1968. Kromě mezinárodního uznání mu přinesla i zlepšení životních podmínek pro jeho rodinu – manželku a čtyři děti. Byl povýšen do důstojnické hodnosti. Stal se armádním tělovýchovným instruktorem a při služební cestě 20. března 1969 se jeho auto zřítilo ze srázu. Těžce zraněný Bikila byl objeven až po třinácti hodinách a následkem zranění ochrnul. Byl upoután na invalidní vozík, ale zúčastňoval se sportovních her pro postižené. V roce 1973 se jeho stav zhoršil a 25. října zemřel na mozkovou mrtvici. Byl u uspořádán státní pohřeb s vojenskými poctami, kterému přihlíželo 65 tisíc Etiopanů včetně císaře, který vyhlásil den státního smutku.

## Sportovní kariéra

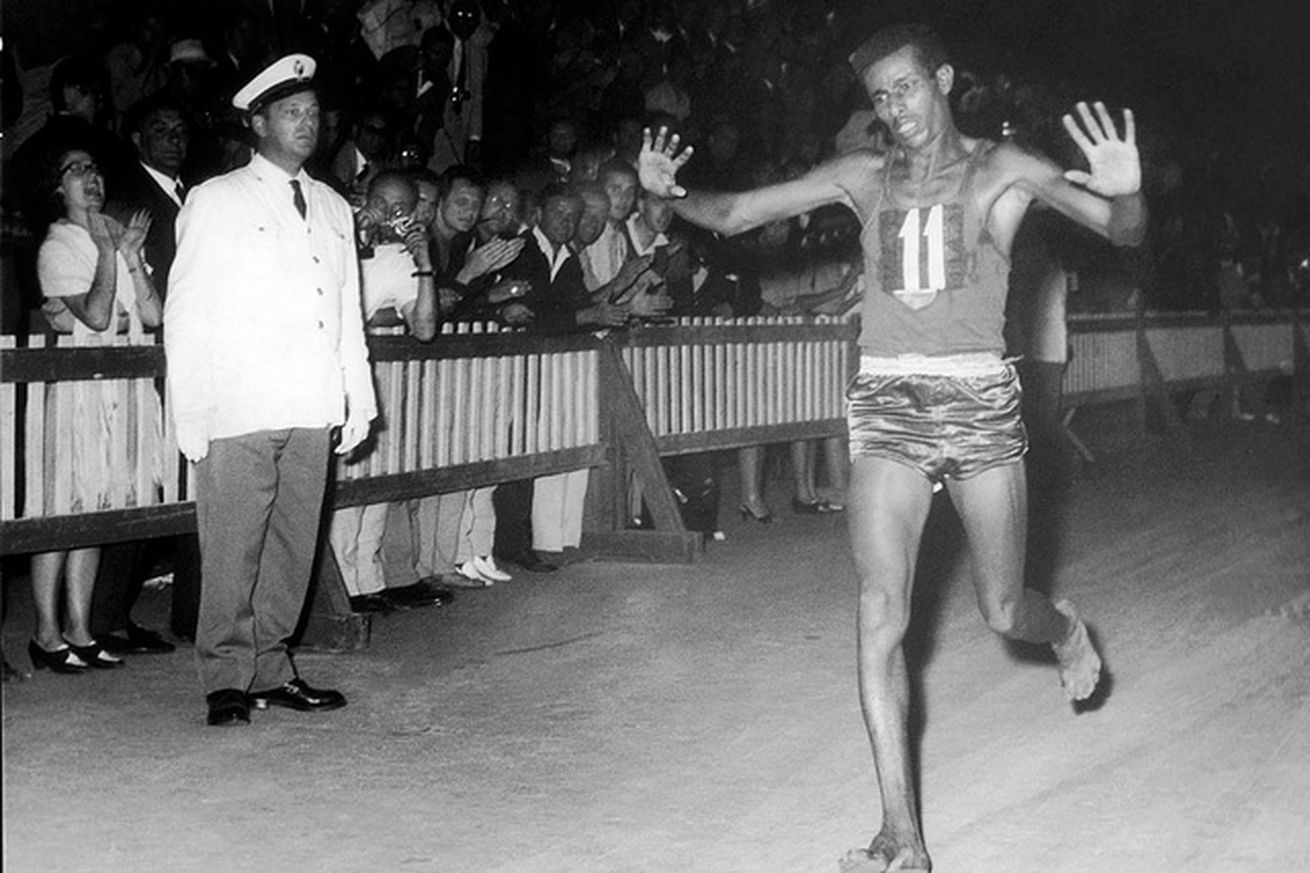
Bikila běží maraton na OH v Římě

Do té doby naprosto neznámý etiopský běžec na Letních olympijských hrách 1960 v Římě senzačně zvítězil v královské atletické disciplíně – maratonském běhu, a to v novém světovém rekordu 2:15:16.2. Téměř o 8 minut překonal olympijský rekord Emila Zátopka. Stal se tak prvním černým atletem reprezentujícím africkou zemi, který získal olympijský triumf. Celou trať absolvoval naboso (bez bot).
Šest týdnů před Letními olympijskými hrami 1964 v Tokiu prodělal akutní zánět slepého střeva, který musel být odoperován, přesto dokázal zvítězit v novém světovém maximu 2:12:11.2. Stal se tak prvním maratoncem v historii olympijských her, který dokázal obhájit své olympijské vítězství.
V letech 1960 až 1966 se zúčastnil 13 maratónů, z nichž 12 vyhrál. Nepodařilo se mu to jen v roce 1963 v bostonském maratónu, kde skončil na pátém místě.
V roce 1961 navštívil Československo a vyhrál Mezinárodní maraton míru v Košicích.
Maratónský běh si zopakoval i na Letních olympijských hrách 1968 v Ciudad de México, avšak na 17. kilometru odstoupil kvůli problému s nohou.
Roku 1969 v důsledku dopravní nehody ochrnul. Svoji čtvrtou letní olympiádu 1972 v Mnichově absolvoval již jen jako čestný host na invalidním vozíku.